# Trofim Kornijenko
Trofim Nikołajewicz Kornijenko (ros.) Трофим Николаич Корневиенко (ur. 1906 we wsi Poletwin w guberni kijowskiej, zm. 1971 w obwodzie kalinińskim) – Ukrainiec, funkcjonariusz radzieckich organów bezpieczeństwa i kontrwywiadu, pułkownik bezpieczeństwa państwowego.

## Życiorys
Od 1925 roku członek partii bolszewickiej. 
Pracę w radzieckich organach bezpieczeństwa państwowego rozpoczął w połowie stycznia 1934 roku w 4 Oddziale Wydziału Specjalnego [kontrwywiadu wojskowego] przy Zjednoczonym Państwowym Zarządzie Politycznym (OGPU). W następnych latach, po przemianowaniu OGPU na Główny Zarząd Bezpieczeństwa Państwowego, zajmował tam różne stanowiska, m.in. w oddziałach 3, 7, 5 Wydziału Specjalnego i na początku 1937 roku ponownie w Wydziale 3. W listopadzie 1938 roku został zastępcą szefa Wydziału III kontrwywiadowczego, następnie od 25 kwietnia 1939 do 26 września 1940 roku był jego szefem. Podczas sprawowania funkcji szefa kontrwywiadu (Wydziału 3) Kornijenko wykonał m.in. ściśle tajny rozkaz nr 001186 wydany przez ówczesnego ludowego komisarza spraw wewnętrznych Ławrientija Berię, polecający powołanie dwóch grup operacyjnych i jednej grupy śledczej w celu przetłumaczenia oraz opracowania tajnych dokumentów polskiego wywiadu (w tym Oddziału II Sztabu Głównego WP), które dostały się w ręce radzieckie po agresji ZSRR na Polskę 17 września 1939 roku. Kierowanie tymi grupami powierzono Trofimowi Kornijence, Bodanowi Kobułowowi i Pawłowi Sudopłatowowi; do lutego 1941 roku na podstawie akt polskiego wywiadu i Policji Państwowej ogłoszono w ZSRR listy gończe za 3168 oficerami i agentami służb specjalnych II Rzeczypospolitej.
Kornijenko brał także udział, prawdopodobnie z ramienia kontrwywiadu, w tzw. "rozładowaniu" obozów, w których przetrzymywano polskich jeńców wojennych. Stopień jego zaangażowania w zbrodnię katyńską nie jest dokładnie znany. Zapewne jego zadaniem była selekcja polskich jeńców, którzy mogli być przydatni dla kontrwywiadu.
Po reorganizacji aparatu NKWD w lutym 1941 roku, gdy powołano Ludowy Komisariat Bezpieczeństwa Państwowego (ros. NKGB), Kornijenko został szefem 4 Oddziału w Drugim Zarządzie zajmującym się kontrwywiadem. Po zmianach strukturalnych z lipca 1941 roku został szefem 5 Oddziału II Zarządu NKWD zajmującego się kontrwywiadem. Następnie od marca sierpnia 1942 roku był szefem tzw. OBB (Oddziału do walki z bandytyzmem) NKWD, a do końca 1942 roku dowodził grupą operacyjną NKWD na Kaukazie. Od marca do maja 1943 roku szef Zarządu NKWD (UNKWD) i od maja 1944 do końca 1945 roku szef Kirowgradzkiego Zarządu NKWD. W listopadzie 1945 roku został ministrem bezpieczeństwa państwowego Mołdawskiej Autonomicznej Socjalistycznej Republiki Radzieckiej. Sprawował to stanowisko do lutego 1948 roku i następnie został przeniesiony do rezerwy Ministerstwa Bezpieczeństwa Państwowego ZSRR (MGB). Do pracy w organach państwowych powrócił we wrześniu 1953 roku, został mianowany zastępcą szefa transportu drogowego w Ministerstwie Spraw Wewnętrznych ZSRR (MWD), sprawował to stanowisko do maja 1954 roku. 
Zmarł w 1971 roku w obwodzie kalinińskim (obecnie obwód twerski).

## Odznaczenia
- Order Czerwonej Gwiazdy (dwukrotnie, m.in. 26 kwietnia 1940)
- Order Wojny Ojczyźnianej I Klasy (10 kwietnia 1945)